# Galago cameronensis
El gálago de Cross River (Galago cameronensis) es una especie de primate estrepsirrino perteneciente a la familia Galagidae. Habita en el noreste de Camerún y el sudeste de Nigeria. La longitud corporal es de aproximadamente 18 centímetros con una cola de 25 cm.